# 第二東映
第二東映株式会社（だいにとうえい）は、かつて存在した日本の映画製作・配給会社である。1958年（昭和33年）7月に株式会社東映テレビ・プロダクション（とうえいテレビ・プロダクション）の社名で設立されたが、1959年（昭和34年）2月に東映テレビ映画株式会社（とうえいテレビえいが）、同年5月8日に第二東映株式会社と商号変更した。1961年（昭和36年）2月にはニュー東映株式会社と改称したが、その後10か月で製作を中止した。
同社は東映の子会社ではあるが、現存する株式会社東映テレビ・プロダクションとはまったく別の会社である。

## 沿革
- 1958年
  - 5月 - 東映が本社に「テレビ課」を設置[4][5]
  - 7月 - 株式会社東映テレビ・プロダクション（旧）を設立[2][4][5]（当社の設立）
- 1959年
  - 2月 - 株式会社東映テレビ・プロダクション（旧）を東映テレビ映画株式会社と商号変更[1][3]
  - 5月8日 - 東映テレビ映画を第二東映株式会社と商号変更[1][2][3][7]
  - 11月2日 - 同社と別に新たに株式会社東映テレビ・プロダクション（新）を設立[1][3]
- 1961年
  - 2月3日 - ニュー東映株式会社と改称[6][12][13]
  - 12月 - 製作・配給の中止[14][15]、東映に吸収合併[7]（消滅）

## 概要

### テレビ映画の製作から
劇場用のプログラムピクチャーを量産したことで知られる第二東映は、そもそも、テレビ映画の製作会社として設立されたものであった。1953年（昭和28年）8月28日の日本テレビ放送網、1955年（昭和30年）4月1日、ラジオ東京テレビ（現在のTBSテレビ）といった在京民放テレビ局の開局を受け、東映は、1957年（昭和32年）11月、日本教育テレビ（NETテレビ、現在のテレビ朝日ホールディングス）の設立に参加し、さらに翌1958年（昭和33年）5月には本社に「開発部テレビ課」を設置、テレビ映画の製作会社として同年7月に設立したのが、同社の前身、株式会社東映テレビ・プロダクション（旧社）であった。この設立日を、第二東映の設立日としている。
NETテレビは、1959年（昭和34年）2月に本放送を開始、同月、東映は、株式会社東映テレビ・プロダクション（旧社）を東映テレビ映画株式会社と商号変更、テレビ映画を製作するとともに、放映後のテレビ映画を各劇場に配給する会社とした。同社が京都製作所で製作した連続テレビ映画が『風小僧』（主演目黒ユウキ、全48回）であり、同作は同年同月3日にNETテレビ、同年3月3日に大阪の毎日放送テレビ（現在のMBSテレビ）で放映を開始した。同作は、東映初のテレビ映画であるとされる。同年2月6日には、毎日放送テレビで「テレビ映画 日本歴史シリーズ」の放映を開始、第1作目は『源義経』（監督井沢雅彦、主演南郷京之助）であった。

しかしながら、その3か月後の同年5月8日には、東映の東京撮影所・京都撮影所の生産力を増強し、第二番線として製作・配給するため、同社は第二東映株式会社へとさらなる商号変更を行った。いっぽうテレビ映画の製作については、同年11月2日、同社と別に新たに株式会社東映テレビ・プロダクションを設立、現在に至っている。

### 東映第二番線の誕生
第二東映の発案者は今田智憲で、大川博東映社長が今田案を採択し、導入を決めたもので、設立経緯は東映動画と同じだった。岡田茂は反対したが、1960年（昭和35年）3月、第二東映は発足した。
第二東映の社長は、大川博東映社長が務め、本社を東映本社内に置いた。第二東映本社機構のうち、総務部長と経理部長には、東映本社の総務部次長と経理部次長であった土屋唯男と柴田昌久を据え、生産拠点である「東京製作所」、「京都製作所」をそれぞれ東映の東京・京都の撮影所内に置き、それぞれの取締役製作所長として、東映の取締役であり両撮影所長でもある山崎真一郎、坂上休次郎を配置した。東京製作所、京都製作所のそれぞれの製作部長を第二東映の取締役とし、当時東映の東京撮影所製作部長であった高橋昌一、京都撮影所次長兼製作部長であった岡田茂に実権を握らせた。
マキノ雅弘の回想によれば、第二東映発足当初、大川博は「1年間に東映が96本、第二東映が48本撮って、年間100億円の収入」を宣言したという。「第二東映」ブランドで最初に劇場で興行が行われた作品は、1960年（昭和35年）3月1日に公開された『次郎長血笑記 秋葉の対決』（監督工藤栄一）、『危うしGメン 暗黒街の野獣』（監督伊賀山正光）であり、その二本立興行である。前者が第二東映京都製作所、後者が第二東映東京製作所の作品である。
同年3月の配給開始以降、同年6月までの間、東映テレビ・プロダクション（新社）製作の中篇映画を第二東映が配給している。『まぼろし峠』（監督藤原杉雄、同年3月8日公開）、『まぼろし峠 完結篇』（同、同年同月15日公開）、『風小僧 風雲虹ヶ谷』（監督仲木睦、同年同月22日公開）、『白馬童子 南蛮寺の決斗』（同、同年同月29日公開）、『浪曲国定忠治 赤城の子守唄』（監督冬島泰三、同年4月5日公開）、『白馬童子 南蛮寺の決斗 完結篇』（監督仲木睦、同年同月12日公開）、『浪曲国定忠治 血煙り信州路』（監督冬島泰三、同年同月19日公開）、『青空街道』（監督藤田潤一、同年5月3日公開）、『青空街道 完結篇』（同、同年同月10日公開）、『風小僧 風流河童剣』（監督仲木睦、同年同月17日公開）、『風小僧 流星剣の舞』（同、同年同月24日公開）、『浪曲権三と助十 ゆうれい駕籠』（監督冬島泰三、同年6月7日公開）、『浪曲権三と助十 呪いの置手紙』（同、同年同月14日公開）の13作である。いずれも時代劇であり、まだ東映京都テレビ・プロダクション（1964年 - 1990年）が設立されていない時代であった。
当時の東映は東・西撮影所で「月八本体制」。第二東映を含めると東映は月に一六本の作品を公開した。

### 新東宝との合併破談とニュー東映

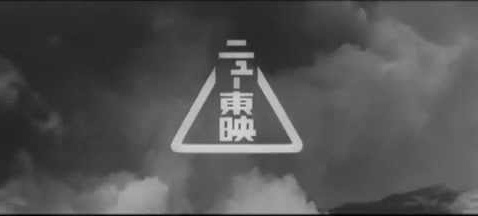
ニュー東映のトップロゴ（1961年）。

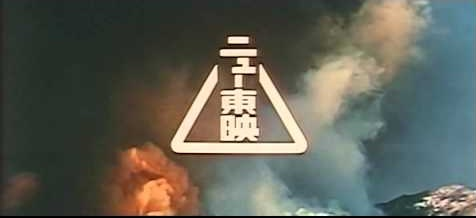
同上（カラー版）。

同年後半、新東宝が各社との配給提携を模索したのを受け、新東宝と第二東映の合併計画が浮上している。正確には、新東宝を現代劇専門の製作会社に位置づけて「新東映株式会社」と商号変更し、取締役社長に東映の大川博、取締役会長に新東宝の大蔵貢（1899年 - 1978年）が就任、時代劇は第二東映が製作し、配給に関しては新東宝・第二東映それぞれの営業部門を合併して「新東映配給株式会社」を発足させ、社長には東映の常務取締役であり第二東映の取締役であった伊藤義（1903年 - 1980年）が就任する、というプランであった。同年10月10日、大川・大蔵会談が行われ、同年11月1日に新体制発足の方向で交渉成立したはずであったが、大蔵が会長に退くことに難色を示し、結論としては破談となった。破談の発表は11月2日に東映からの声明によって行われたが、理由には異論があり、『そして誰もいなくなる 新東宝本社11年の軌跡』（1991年）によれば、佐川滉は大蔵が固執したのはポストではなく自分の持株の引き取り価格であり、その点で難航したと証言しており、また同書は当時東映の常務取締役だった伊勢憲三郎（1899年 - c.1970年）の話として、新東宝専務取締役の山梨稔（1905年 - 没年不詳）が自ら社長をやると発言したことで、大川が交渉を白紙に戻したという証言を紹介している。もともとは大蔵が新東宝の経営に積極性を見失ったことに発端があり、同年11月30日、大蔵は新東宝社長を退陣する結果となった。
「新東映」騒動の3か月後、1961年（昭和36年）2月8日に公開された第二東映京都製作所作品『忍術大阪城』（監督小野登）を最後に、同月3日、同社はニュー東映株式会社と改称、全国5地区に「ニュー東映支社」を新設すると発表した。伊藤義は、ニュー東映関東支社長を兼任した。「ニュー東映」ブランドの第1作は、翌週の同月15日に公開されたニュー東映京都製作所作品『八州血煙り笠』（監督深田金之助）であった。しかしながら、同年11月1日に公開されたニュー東映東京製作所作品『白昼の無頼漢』（監督深作欣二）を最後に製作を中止、ニュー東映株式会社は、東映に吸収合併されて消滅した。その後に公開予定であった作品、たとえば同年12月24日に公開された『地獄の底をぶち破れ』（監督佐々木康）等はニュー東映作品として製作されたものであった。
映画作品の本篇につながるヘッダ部分に入るトップロゴは、東映本番線では「岩に波」であったが、第二東映では「山並に朝焼け」（1960年 - 1961年）、ニュー東映では「火山の噴火口」（1961年）であった。
第二東映は量産に拍車をかけ、人員を膨張させ、他社は大作主義を執り始めた時期に、時代に逆行した第二東映は大失敗した。大川は最初にこの責任を今田に同意した重鎮・伊藤義常務一人に被らせようと画策したが、すぐに発案者が今田だったことが東映内に広まり、特に地方の館主会から、今田は責任を取って東映を辞めるべきと強い圧力が掛かった。今田は大川が最も信頼する側近で、今田を辞めさせると自身の責任問題にも及ぶため、大川は今田を製作の最前線から東映関東支社長(営業)に転任させた。またこの失敗で大川から映画製作の実権が離れ、以降、映画製作の実権は東映の東・西撮影所の所長が握る体制が生まれた。第二東映は現代劇を育てるという目的があったが、館主は時代劇が欲しいだけで、毎週毎週現代劇が続き赤字が続くため、現代劇はいらないと腹を立てていた。

## 陣容

『宇宙快速船』（監督太田浩児、主演千葉真一、1961年7月19日公開）。

スターとなる俳優たちのデビューや助監督が監督に昇進し、プログラムピクチャーを経験している。
千葉真一と深作欣二の『風来坊探偵 赤い谷の惨劇』（1961年6月9日公開）、松方弘樹と佐藤肇の『十七才の逆襲 俺は昨日の俺じゃない』（1961年9月7日公開）など、彼らは映画初主演で監督昇進の一本目というコンビ映画である。三田佳子は『殺られてたまるか』（監督若林栄二郎、1960年5月10日公開）で女優としてデビューした。移籍組では近衛十四郎・高田浩吉・品川隆二・黒川弥太郎らが主演俳優として活躍した。佐藤忠男は「深作監督のデビューはニュー東映だった」とし、「そのニュー東映時代の数本の作品を私は見ていない」と告白する。佐藤によれば、ニュー東映とは「日本映画の興行的繁栄と製作本数が絶頂に達したとき、東映が通常の東映番線の他にもう一系統の番線をつくって、そこに、予算をきりつめた二軍的な作品を量産して流したもの」と総括している。低予算・短尺の作品であったため、監督デビューのハードルも下がり、鈴木敏郎（1926年 - 1982年）が『殴りつける十代』（1960年4月5日公開）、太田浩児が千葉真一主演で『宇宙快速船』（1961年7月19日公開）、小野登（1917年 - 没年不詳）が『喧嘩まつり 江戸っ子野郎と娘たち』（1960年7月26日公開）らも監督デビューを果たし、他社から移籍した石井輝男の1作目はニュー東映東京作品『花と嵐とギャング』であり、合計3作を立て続けにニュー東映で監督している。
映画デビューが石井均一座時代のニュー東映東京『カメラ・トップ屋 お嬢さんが狙ってる／お色気無手勝流』(1961年、小石栄一監督)だった伊東四朗は、続いて『逆襲の街』(1961年、佐藤肇監督、ニュー東映東京)、里見浩太郎の主演第一作『お世継ぎ初道中』（1961年、内出好吉監督、東映京都)に出演したが、ニュー東映のカチンコは「ヨーイ、ニュー東映にNGなし、スタート」と言うので、フィルムは無駄に使えないという意味で、ビクビクしてやったと話している。

## 評価
大蔵退陣後の新東宝が、同年6月をもって製作を中止している。1963年（昭和38年）初頭に発行された『朝日年鑑 1963』は、新東宝と同社が「小品の大量生産主義を強行した」として、「各社とも濫作傾向を反省」「大作による長期興行へ方針を転換」、翌1962年（昭和37年）からのプログラムピクチャーの製作本数減少を招いたと評価した。瓜生忠夫は、その著書『マス・コミ産業 その日本における発展の特異性』（1962年）でこの問題を取り上げ、「粗製乱造の二系統がつぶれた」「新東宝の次に低劣であったニュー東映系が廃止されたことは、きわめて合理的な現象であった」と辛辣に語っている。近年は、いわゆる名画座でのリバイバル上映が行われるなどの再評価の動きも見られる。

### 再上映の例
2006年（平成18年）8月27日 - 同年10月7日、ラピュタ阿佐ヶ谷で行われた「奇跡の職人技 素晴らしき特撮世界」の特集上映で、『第三次世界大戦 四十一時間の恐怖』（監督日高繁明、1960年10月19日公開）を上映した。2007年（平成19年）4月22日 - 同年6月9日、同館で行われた「添えもの映画百花繚乱 SPパラダイス!!」の特集上映で、『ファンキーハットの快男児シリーズ』の『ファンキーハットの快男児』（1961年8月5日公開）と『ファンキーハットの快男児 二千万円の腕』（同年9月13日公開）を上映した。2009年（平成21年）2月8日 - 同年3月14日、同館で行われた「にっぽんサラリーマン物語」の特集上映で、『次郎長社長と石松社員』（監督瀬川昌治、1961年5月21日公開）、『次郎長社長よさこい道中』（監督瀬川昌治、1961年9月23日公開）、『万年太郎と姐御社員』（監督小林恒夫、同年10月7日公開）を上映した。2010年（平成22年）10月3日 - 同年11月6日、同館で行われた「剣聖 近衛十四郎」と題した近衛十四郎主演作の特集上映で、『獄門坂の決斗』（監督秋元隆夫、1960年9月20日公開）を上映、「1960年東映に入社した近衛は、併映作品専門の第二東映で主演作を連発。からみ役の層が厚い東映で近衛の殺陣はさらに輝きを増す」と紹介した。2011年（平成23年）12月4日 - 2012年（平成24年）2月4日、同館で行われた「現代文学栄華館 昭和の流行作家たち」の特集上映で、『霧と影』（監督石井輝男、1961年8月26日公開）、『故郷は緑なりき』（監督村山新治、1961年9月6日公開）を上映した。2012年2月5日 - 同年3月24日、同館で行われた「記者物語 ペンに懸ける」の特集上映で、『黄色い風土』（監督石井輝男、1961年9月23日公開）を上映した。

## 企業データ
- 社名 : 第二東映株式会社
  - 旧社名 :

  1. 株式会社東映テレビ・プロダクション （1958年7月 - 1959年2月）
  2. 東映テレビ映画株式会社 （1959年2月 - 同年5月8日）
  3. ニュー東映株式会社 （1961年2月 - 同年12月）
- 所在地 : 東京都中央区銀座西3丁目1番地
  - 現在の東京都中央区銀座3丁目2番17号
- 代表取締役社長 : 大川博
  - 取締役 : 伊藤義、山崎真一郎、坂上休次郎、坪井與、高橋勇、岡田茂、今田智憲、高橋昌一
  - 監査役 : 平林義次、川口文雄
  - 各部長 : 土屋唯男（総務部長）、柴田昌久（経理部長）
- 事業内容 : 映画の受注製作、映画の輸出・輸入、前各号に附帯する一切の業務
- 東京製作所 : 
  - 所在地 : 東京都練馬区東大泉町1034番地（現在の東大泉2丁目34番5号）
  - 所長 : 山崎真一郎（取締役）
  - 各部長 : 後藤田実夫（管理部長）、高橋昌一（取締役製作部長）、関政次郎（製作課長）
- 京都製作所 : 
  - 所在地 : 京都府京都市右京区太秦西蜂ヶ岡町9番地
  - 所長 : 坂上休次郎（取締役）
  - 各部長 : 島村好孝（管理部長）、岡田茂（取締役製作部長）、小田賢五郎（製作課長）
- ニュー東映関東支社長 : 伊藤義（1961年[12][36]）
- ニュー東映中部支社長 : 竹本辰夫（1961年[12][36]）
- ニュー東映関西支社長 : 元山鈴江（1961年[12][36]）
- ニュー東映九州社長 : 薦野直実（1961年[12][36]）
- ニュー東映北海道支長 : 長堀勇（1961年[12][36]）
- 資本金 : 50万円（1961年[2]）
- 設立 : 1958年7月[2]
- 消滅 : 1961年12月（東映に吸収合併）